# Zündapp DB 203 Comfort
Die DB 203 Comfort ist ein Motorrad, das die Zündapp-Werke GmbH, Nürnberg, von 1952 bis 1953 bauten.

## Technik
Die Zündapp DB 203 Comfort ist eine Weiterentwicklung der Zündapp DB 202. Im Gegensatz zu diesem Modell wurde ab Werk eine Geradweg-Hinterradfederung, System Jurisch, eingebaut. Ab Mai 1953 erhielten die Maschinen statt des offenen nun einen geschlossenen Kettenkasten. Für dieses Modell wurde ein Bing-Registervergaser mit zwei Kolbenschiebern entwickelt, dessen Durchlass für niedrige Drehzahlen 18 mm beträgt; ab einer bestimmten Öffnungshöhe nimmt dieser Schieber mit einer Nase einen zweiten Schieber mit, der einen 17-mm-Durchlass freigibt. Die Zündapp DB 203 Comfort hatte von Anfang an Endschalldämpfer mit rundem Auslass (sogenannte Torpedo-Bauform) statt der vorher üblichen Schwalbenschwanz-Bauform (oder „Fischschwanz“). Sie war das letzte Modell mit Doppelauspuffanlage und die erste Zündapp mit Umkehrspülung.
Wegen der Hinterradfederung mussten das hintere Rahmenteil gegenüber der DB 202 geändert und die Streben am hinteren Schutzblech und am Gepäckträger verkürzt werden. Alle anderen Teile blieben baugleich.
| Motor                      | 1 Zylinder, 2-Takt, fahrtwindgekühlt |
| Hubraum                    | 198 cm³                              |
| Bohrung × Hub              | 60 mm × 70 mm                        |
| Leistung kW (PS) bei 1/min | 6,4 (8,7) bei 4250                   |
| Motorschmierung            | Gemisch 1 : 25                       |
| Vergaser                   | Bing 18/17/2 später …/3 a            |
| Elektrik                   | Batterie-Zündlicht-Anlage 6 V, 60 W  |
| Primärantrieb              | Hülsenkette im Ölbad                 |
| Kupplung                   | Mehrscheiben im Ölbad                |
| Getriebebauart             | Ziehkeil (4-Gang)                    |
| Getriebeschaltung          | Fußschaltung                         |
| Sekundärantrieb            | Rollenkette                          |
| Starter                    | Kickstarter                          |
| Rahmenbauart               | Doppelrohr                           |
| Vordergabel                | Teleskopgabel, ungedämpft            |
| Hinterradfederung          | Geradeweg, System Jurisch            |
| Räderbauart                | Speichen                             |
| Bereifung                  | 19 × 3,25                            |
| Bremsen                    | Trommelbremse vorne/hinten           |
| Sitz                       | Gummischwingsattel                   |
| Tank                       | Satteltank                           |
| Tankinhalt                 | 12 l                                 |
| Gewicht                    | 130 kg                               |
| Höchstgeschwindigkeit      | 90 km/h                              |
| Verbrauch                  | ca. 2,4 l/100 km                     |
| seitenwagentauglich        | ja                                   |

1953 war das 400.000ste von Zündapp produzierte Motorrad eine DB 203. Der Listenpreis für ein fabrikneues Fahrzeug war 1495,– DM. Zur gleichen Zeit wurde die einfacher ausgestattete  Zündapp DB 204 Norma für 1335,– DM als günstigere Alternative angeboten. Nachfolgemodelle sind die Zündapp DB 205 Elastic und die Zündapp DB 234 Norma Luxus.

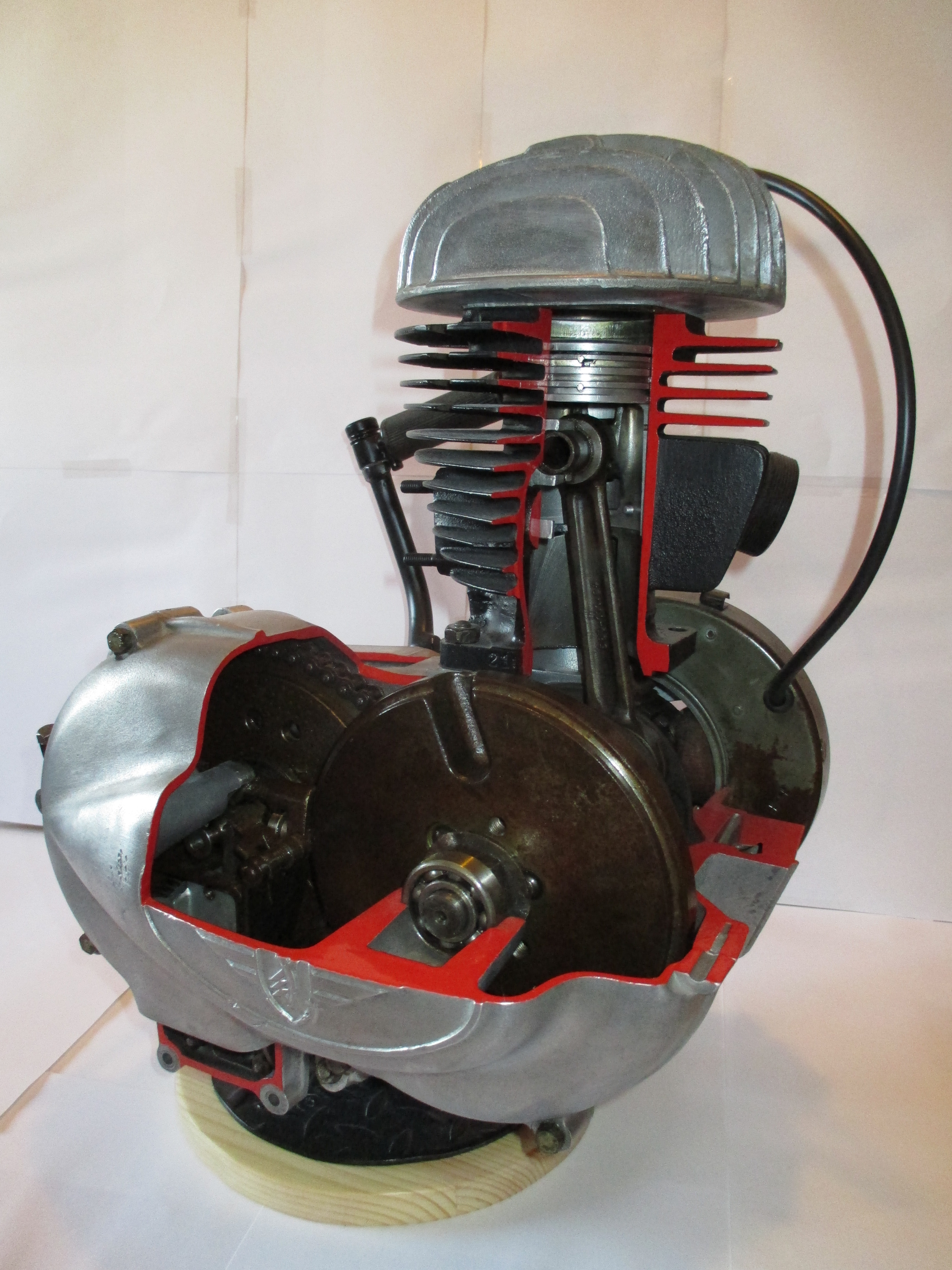
Schnittmodell rechts
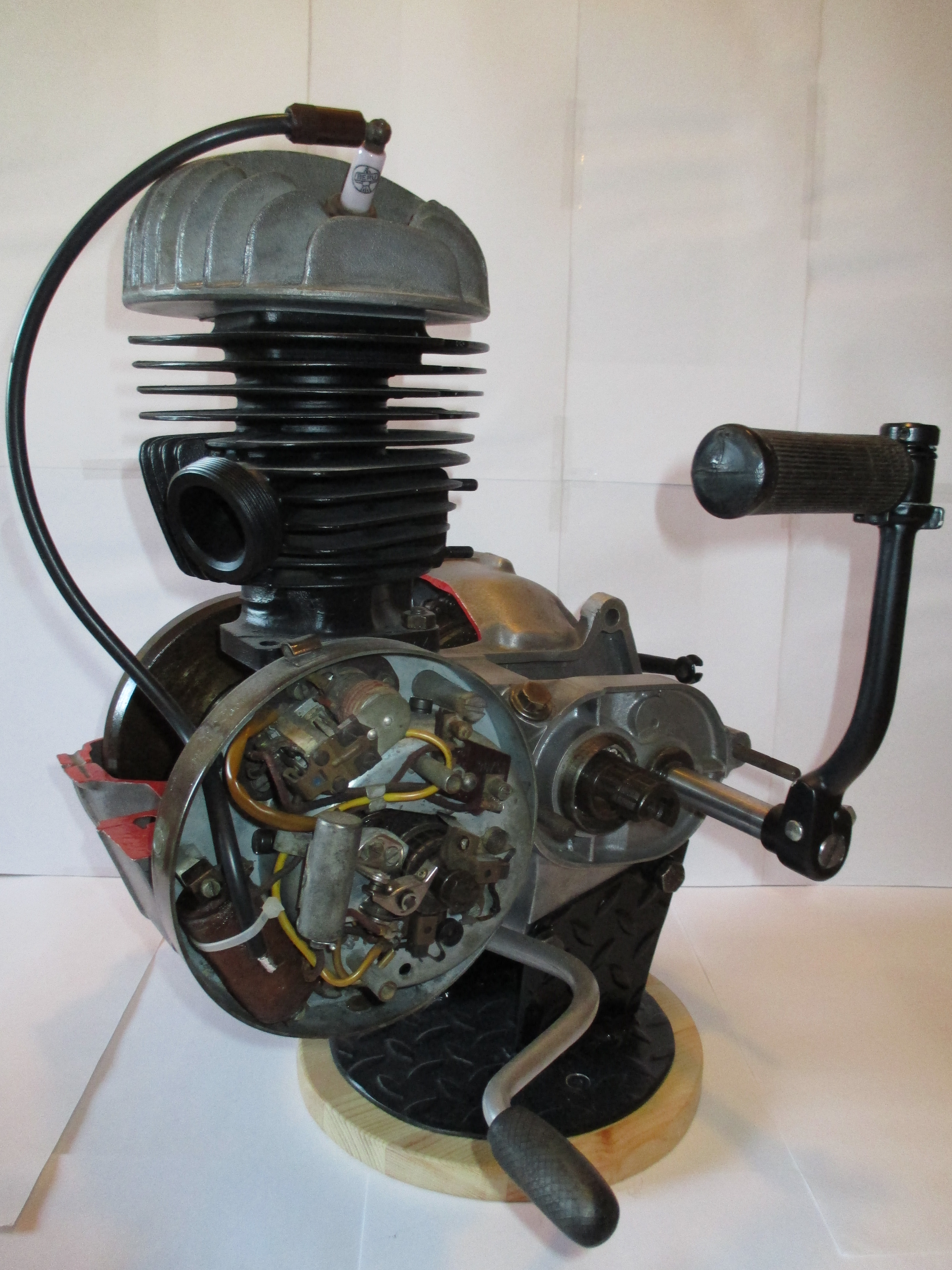
Schnittmodell links
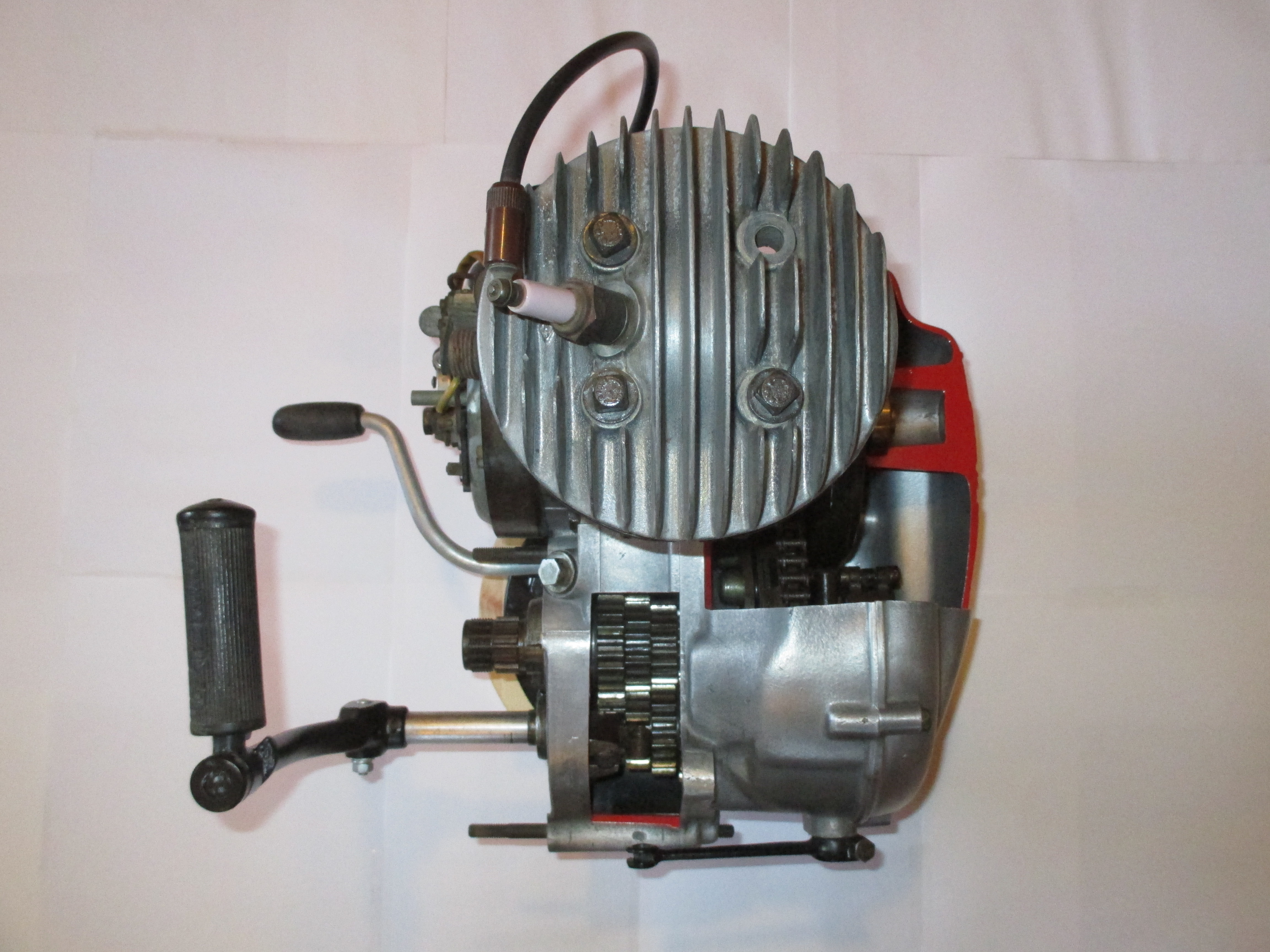
Schnittmodell oben
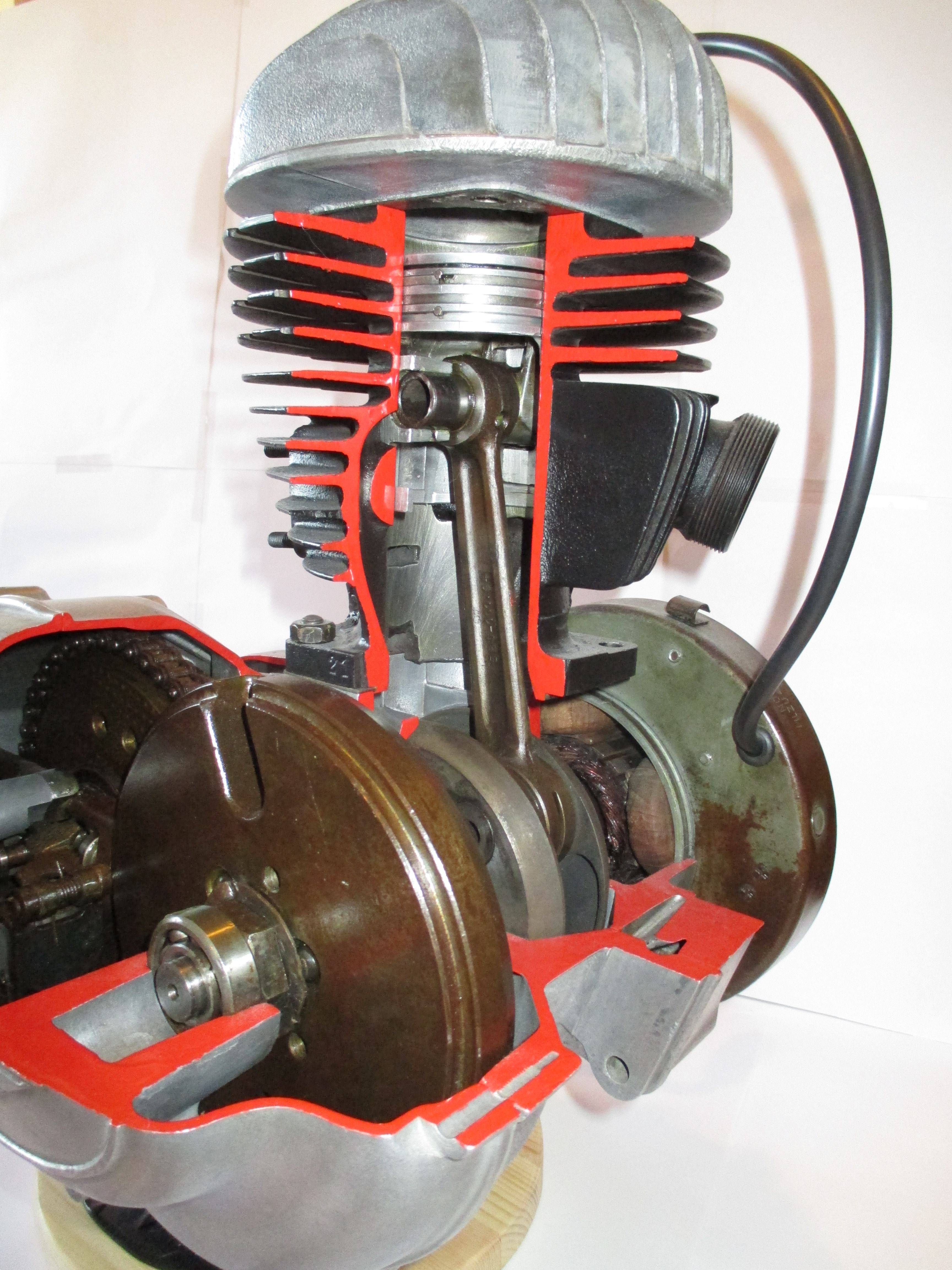
Schnittmodell Zylinder
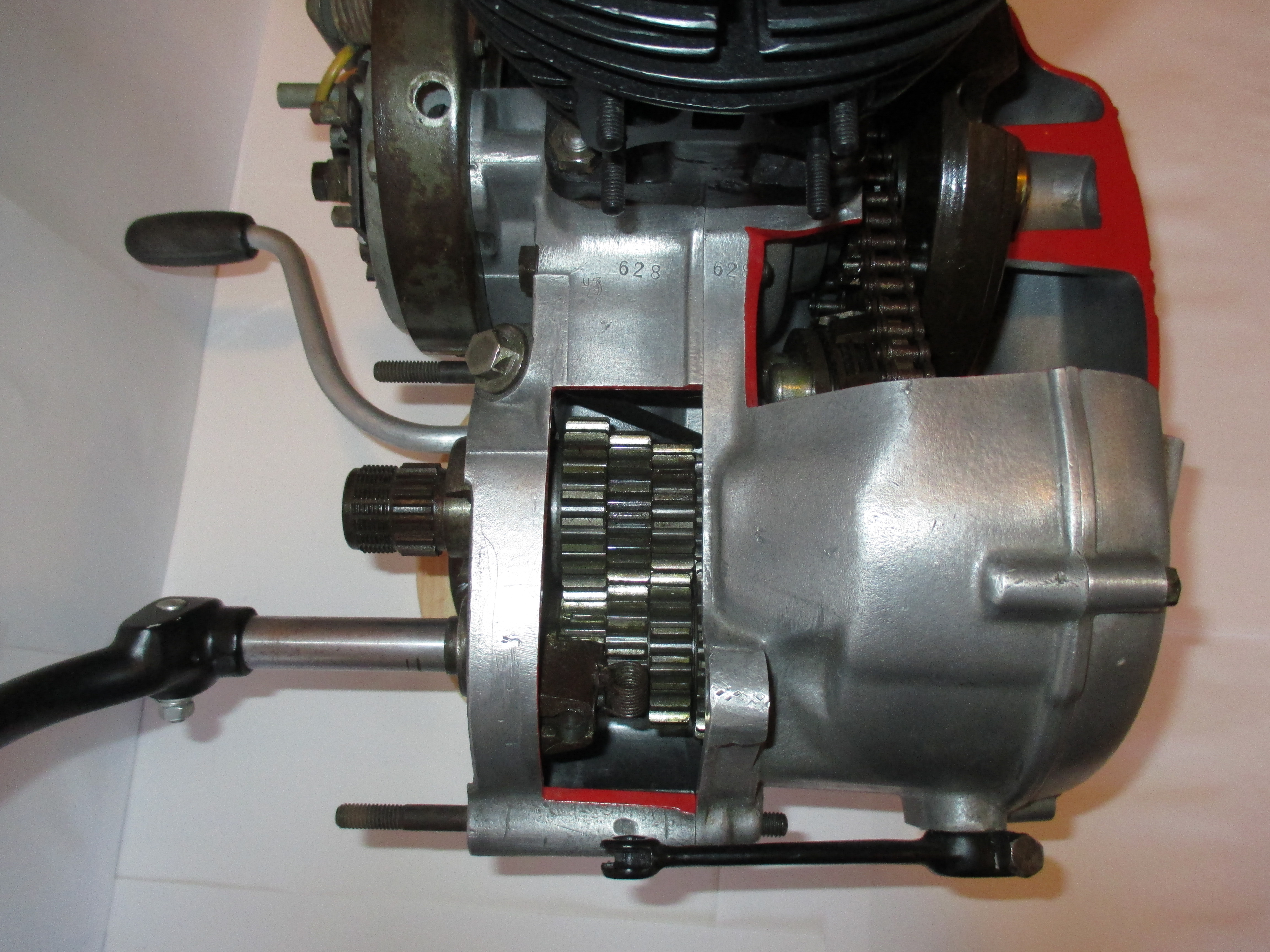
Schnittmodell Getriebe
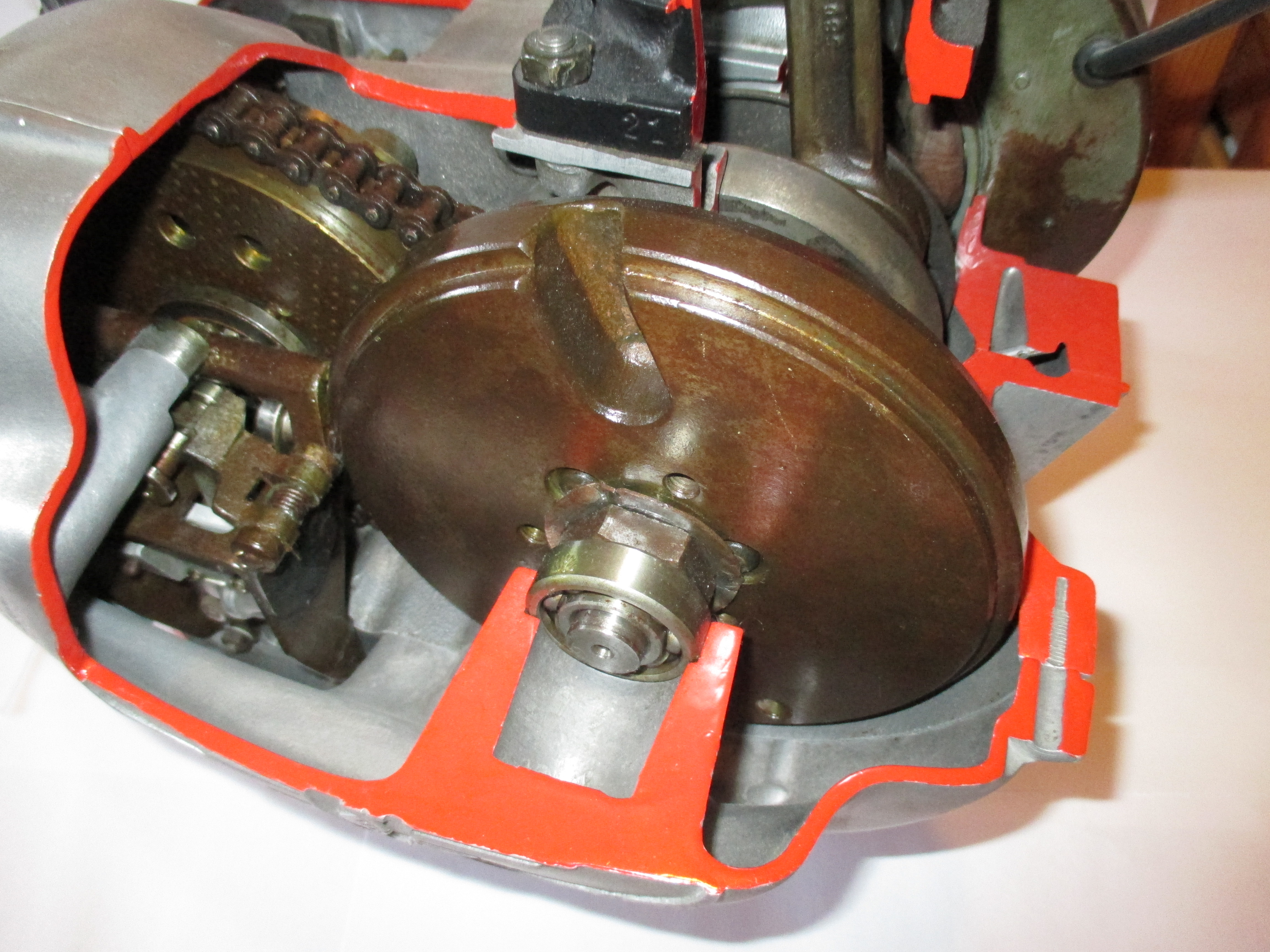
Schnittmodell Schwungscheibe

## Quelle
- 100 Motorräder in Wort und Bild. Verlag für Handel und Wirtschaft – Müller & Co., Abt. Auto und Kraftrad, München 1952.